# الركادة (موسيقى)
بالامازبغية ⴰⵔⴳⴳⴰⴷⴰ ، الركادة أو الرگادة هي نوعٌ موسيقي مغربي, كما تُعتبر رقصة الركادة رقصة حرب تقليدية تشتهرُ بها جهة الشرق عموما مارستها أولا قبائل بنو يزناسن (آيت إزناسن) في شمال شرق المغرب وتحديدًا وجدة  وبركان وتاوريرت .

## التاريخ
بالامازيغية الركادة هي جزء من تقاليد الرقص الحربي لدى قبائل آيت إزناسن التي تحتفلُ حينَ النصر على أعدائها برقصة الركادة، والتي تتضمَّنُ عند أدائها استخدام الأسلحة – ومن هنا وُصفت بأنها رقصة حربيّة – وضربات الأقدام على الأرض المتناسقة معَ إيقاع الموسيقى.

## الموقع
تُعتبر موسيقى الركادة من بين الأنواع الموسيقية المغربيّة الشائعة في البلاد، لكنها أكثر شيوعًا في المناطق الشمالية الشرقية من المغرب. وخاصة في مدينة عين ركادة في إقليم بركان والتي اشتُقَّ منها الاسم، كما تحظى بشعبية في جهات ومدن أخرى مثل مدينة وجدة و‌تازة و‌ابن الطيب وإقليم جرسيف و عدد من الأقاليم على غرار إقليم تاوريرت و‌إقليم الناظور و‌إقليم الحسيمة.

## خصائص موسيقى الركادة
تتميز موسيقى الركادة بإيقاعها السريع والمكثّف، الذي يدعو إلى الحركة والرقص. يشمل الآداء التقليدي لرقصة الركادة مجموعة من الحركات الإيقاعية التي تتناغم مع الإيقاع السريع للطبول والبندير. عادةً ما يكون الغناء جماعيًا، مع تركيز على الأهازيج والأغاني التقليدية التي تتحدث عن الحياة اليومية، الحب، والشجاعة.
من أبرز سمات رقصة الركادة هو "التحزيم" أو "الرزيف"، وهي حركات راقصة تؤدى من قبل الرجال في العادة، وتعكس القوة والتحدي. يقوم الراقصون بتكرار حركاتٍ معينة على إيقاع الطبول، مما يخلق أجواء احتفالية قوية وحماسية.

## الرقص والموسيقى

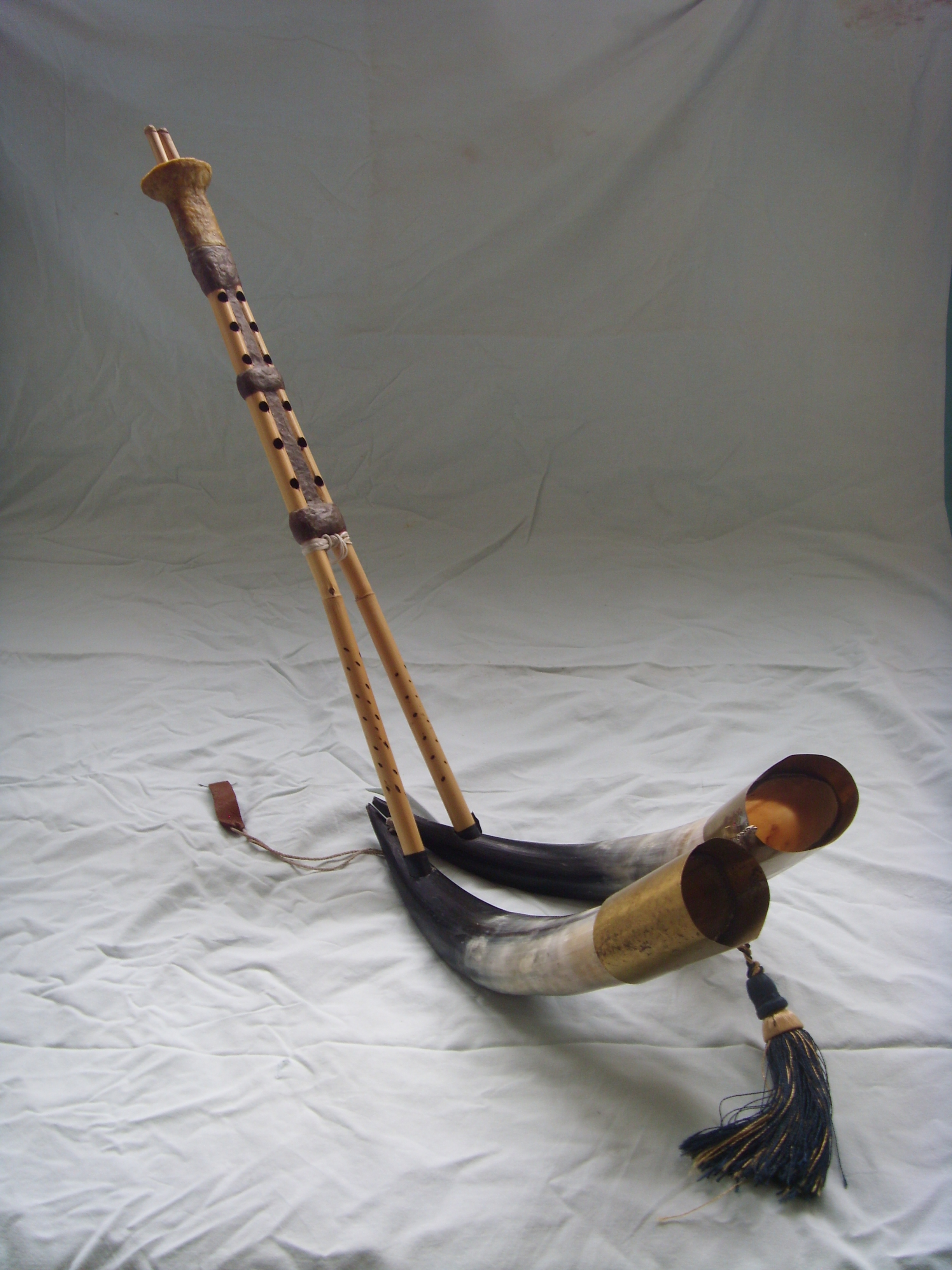
الناي ذو القرنين

تتميز رقصة الركادة بحضور من يُمكن تسميتهم بالسادة (يُطلق عليهم محليًا لقبُ المشايخ أو الشيوخ)، حيثُ يعزف هؤلاء المعلمون الموسيقى ويرقصون باستخدام العديد من الآلات التقليدية مثل البندري والغيتا والزمَّار، وهو نوعٌ من الناي ذو القرنين والمنتشرِ في أفريقيا. يُحرّك الراقصون على إيقاعِ موسيقى الركادة أكتافهم أو بندقيتهم أو عصاهم ويضربون على الأرض على إيقاعِ قرعِ الطبول. غالبًا ما تُعالج موسيقى الركادة قصصًا عن مواضيع مثل الحب ومشاعر الحزن والسعادة، ومنذ أواخر الثمانينيات وإيقاع الركادة الموسيقي في استخدامٍ متزايد.

## الوظيفة الثقافية والاجتماعية

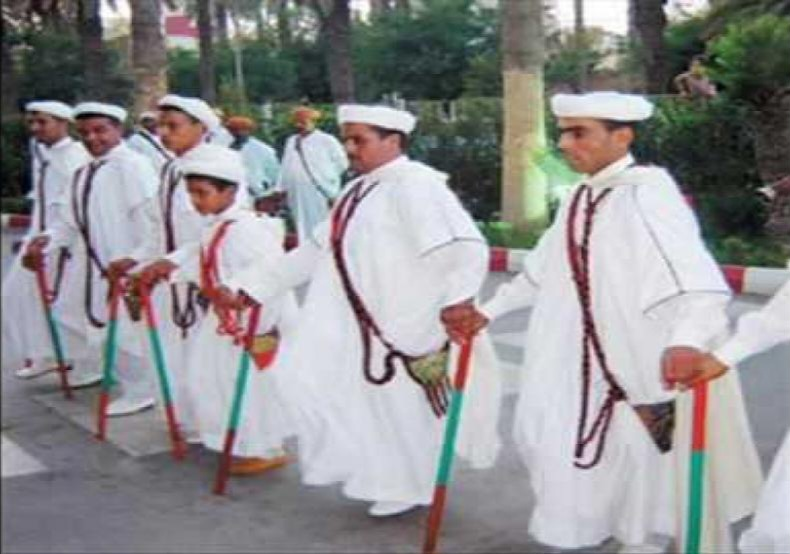
آداء رقصة الركادة في الدورة الثانية لمهرجان الركادة بكرسيف.

تلعب موسيقى الركادة دوراً بارزاً في الحياة الاجتماعية لسكان المنطقة الشرقية. تُستخدم هذه الموسيقى في مجموعة متنوعة من المناسبات الاجتماعية، بما في ذلك حفلات الزواج، الاحتفالات القبلية، والمهرجانات المحلية. تعتبر الركادة وسيلة للتعبير عن الفرح والتواصل الاجتماعي، حيث يجتمع الناس للغناء والرقص معًا، مما يعزز الروابط الاجتماعية داخل المجتمع.
إضافة إلى ذلك، فإن رقصة الركادة تحمل في طياتها رسائل اجتماعية وثقافية تعكس القيم والمعتقدات المحلية. وهي غالباً ما تتناول أغراضاً مثل: الشجاعة، الكرم، والولاء، وهي قيم تُعتبر أساسية في الثقافة القبلية للمنطقة الشرقية.

## أهمية موسيقى الركادة
تعتبر موسيقى الركادة جزءًا لا يتجزأ من التراث الثقافي المغربي، فهي ليست مجرد فن شعبي، بل هي تعبير عن الهوية الثقافية والفلكلور الشعبي لسكان المنطقة الشرقية. تعكس هذه الموسيقى التقاليد العريقة والقيم الاجتماعية التي ورثها الناس عبر الأجيال. بفضل إيقاعها الحماسي وحركاتها المليئة بالطاقة، تستمر الركادة في جذب الناس من مختلف الأعمار والخلفيات، سواء في المغرب أو بين الجاليات المغربية في الخارج.

## التطور والتأثيرات المعاصرة
مع مرور الوقت، تطورت موسيقى الركادة لتشمل عناصر جديدة وتتناغم مع التغيرات الثقافية والاجتماعية. في العقود الأخيرة، شهدت الركادة دمجًا مع أنماط موسيقية أخرى، مثل الموسيقى الشعبية المغربية الحديثة (الشعبي) وحتى الموسيقى الإلكترونية. هذا التّزاوج بين التقليدي والحديث ساهم في انتشار الركادة بين جمهور أوسع في المغرب وخارجه. وقد ساهم مجموعة من الفنانين المغاربة البارزين في تحديث موسيقى الركادة وإدخالها إلى الساحة الموسيقية الوطنية والدولية. هؤلاء الفنانين قاموا بإعادة إحياء الأغاني التقليدية وإضفاء لمسة عصرية عليها، مما جعل الركادة تحظى بشعبيةٍ متزايدةٍ بين الشباب اليوم.